# 臨孝恭
临孝恭（?—?），京兆郡（今陕西省西安市）人，隋朝术士。
临孝恭精通天文算术，隋文帝非常亲近礼待他。每每预言灾变祥瑞之事，没有不说中的时候，文帝于是令他考定阴阳。官至上仪同。著有《欹器图》三卷，《地动铜仪经》一卷，《九宫五墓》一卷，《遁甲月令》十卷，《元辰经》十卷，《元辰厄》一百九卷，《百怪书》十八卷，《禄命书》二十卷，《九宫龟经》一百一十卷，《太一式经》三十卷，《孔子马头易卜书》一卷，在当时全都流行于世。

## 延伸阅读
[在维基数据编辑]
 《北史·卷089》，出自李延壽《北史》